# Gammalt och nytt
Gammalt och nytt var ett TV-program som sändes i fem avsnitt i Sveriges Television med premiär den 3 oktober 1983.
Programmet, med den fulla titeln Gammalt och nytt. Tomteliv och leksakskiv, skapades av Ola Ström och Per Dunsö och var en halvtimmas barnprogram som sändes som en del av Halv fem, TV1:s barnprogramsblock kl. 16.30 på vardagar under delar av 1970- och 1980-talen.
Handling kretsar kring affären "Gammalt och Nytt" där Farbror Tobias (Ola Ström) och hans unge hjälpreda Hilding (André Gjörling) arbetar. Här kan man köpa allt möjligt från gamla slitna prylar till böcker, leksaker och musikinstrument. Ola och Per sitter i skyltfönstret utklädda till tomtar, omgivna av dockor och andra leksaker, som utgör karaktärer som Grävskopan, Tåget och Indianen. I dockskåpet sitter de tre dockorna Trasdockan (Anna Grönberg), Nallen (Kersti Bergman) och den förnäma Antoinette (Magdalena Silfversparre). Varje dag tittar gamla Fröken Mendelsson (Per Dunsö) in i affären, på sin jakt efter ett musikinstrument och sällskap. Hälsar på gör även Hildings vän Maria (Kersti Bergman), stadens Polis (Anders Ortfelt), och många andra av den lilla stadens medborgare. Utanför i kylan och snön sitter Trashankarna (Ola och Per), två hemlösa gubbar, och fryser på en bänk och längtar in till värmen och Tobias hembakta pepparkakor.
Programmet repriserades redan mellan 15 januari och 12 februari 1984, nu på sändningstiden 18:30-19:00.

## I rollerna
- Tomtarna  – Ola och Per
- Trashankarna  – Ola och Per
- Tobias  – Ola
- Fröken Mendelsson  – Per
- Hilding  – André Gjörling
- Polisen – Anders Ortfelt
- Maria  – Kersti Bergman
- Nallen  – Kersti Bergman
- Trasdockan  – Anna Grönberg
- Antoinette –  Magdalena Silfversparre

### Fotnoter
1. ↑  http://smdb.kb.se/catalog/id/001701102
2. ↑  http://smdb.kb.se/catalog/id/001701896